# REO Motor Car Company
A Reo Motor Company LTD. era um fabricante estadunidense de veículos, que produzia automóveis, ônibus e camiões. Sua inauguração ocorreu em Agosto de 1904 e durou 70 anos, até 1975. 

## História

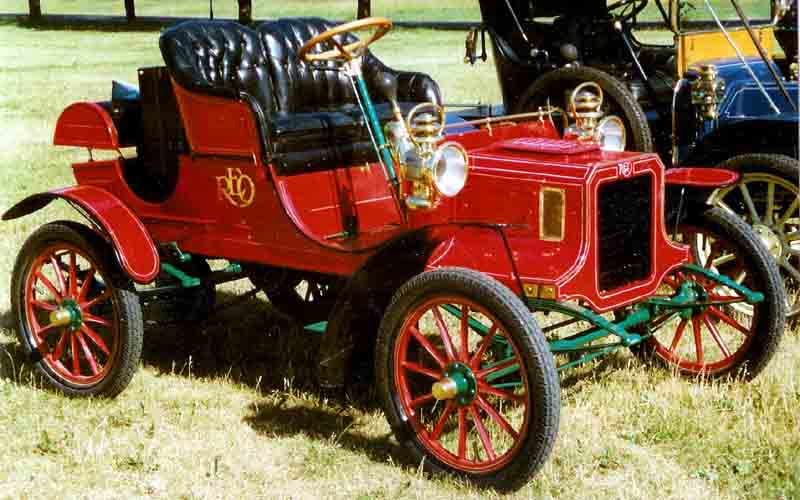
Reo Runabout 1906

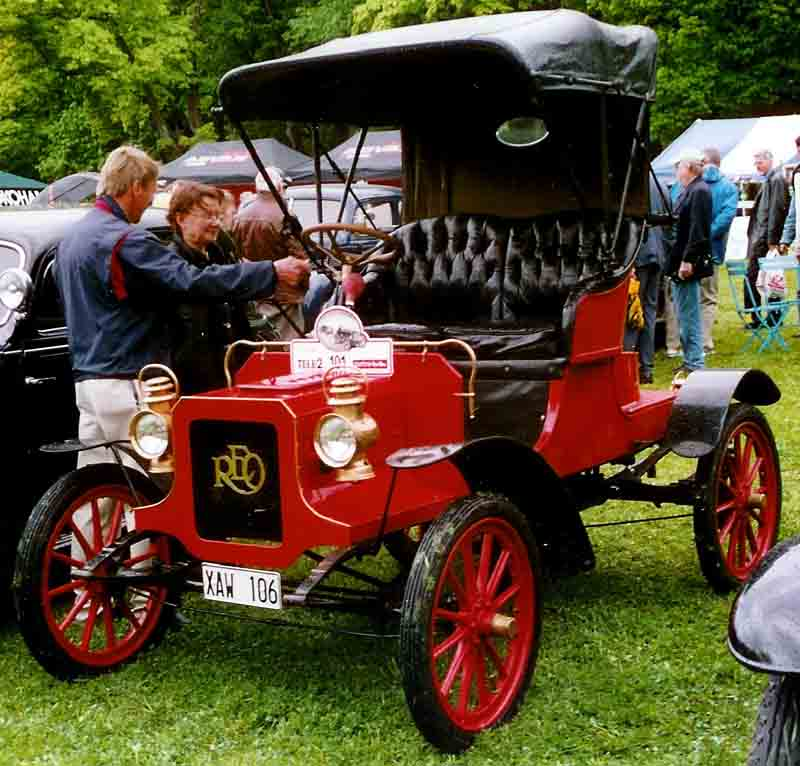
Reo Model B Runabout 1906

A Reo Motor Car Co. LTD. foi fundada em Agosto de 1904 por Ransom E. Olds, (o nome dele também aparece na Fundação da Oldsmobile). Ransom detinha 52% das ações e ocupava o cargo de Gerente Geral da empresa, para garantir um fornecimento viável de peças ele organizou uma serie de empresas subsidiarias, como a National Oil Company, a Michigan Screw Company e a Atlas Drop Forge Company.
A empresa fabrica automóveis (autocarros) a partir de 1905 e em 1936 lança o Reo Speed-Wagon um antepassado das pickups modernas, o nome desse veiculo foi usado posteriormente por uma banda de Rock and Roll dos anos 1970.
Em 1907 o faturamento bruto da Reo superou os 4 milhões de Dólares, e a companhia se tornou uma das 4 principais empresas americanas.
Após 1908 apesar da introdução de projetos melhores dos carros da Reo, em que o próprio Olds desenhou, a empresa começa a ter uma diminuição das vendas de seus veículos por causa das empresas maiores como a Ford e a GM.
Em 1910 a Reo inaugura uma linha de montagem de caminhões (camiões) na cidade de St. Catherines, em Ontário Canadá. Em 1915, Ransom deixa o cargo de Gerente Geral para Richard H. Scott e 8 anos mais tarde ele Ransom sai da empresa mas continua atuando como presidente honorário do conselho administrativo. O evento mais famoso que marcou a empresa foi a travessia transcontinental do Canadá, em um veículo de 1912 da Reo modificado especialmente para o evento pelo piloto e mecânico Fonce V. (Jack) Haney, junto com ele estava o jornalista Thomas W. Wilby, eles partiram da cidade de Halifax, Nova Escócia e foram até Vancouver, Columbia Britânica no ano de 1912.
De 1915 a 1925 sob a gerencia de Scott a empresa retomou o rumo do crescimento, mas no ano de 1925 Scott quis lançar um programa de incentivo à compra dos seus veículos este programa foi chamado de ‘Programa de Expansão’.
Mas a brilhante ideia de Scott fracassou e a empresa teve pesadas perdas, que até fizeram com que o já aposentado Ransom Olds Voltasse em 1933, mas este sai um ano depois. Em 1936 a Reo Motor Co. LTD. Não produz mais nenhum veiculo.
O automóvel (autocarro) que marcou a história da Reo no cenário automobilístico foi sem duvida o Reo Royale 8 de 1931, que mudou o modo de reestilizar veículos nos Estados Unidos, este carro foi produzido até 1933.
Embora a II Guerra Mundial tivesse ajudado a Reo com a venda de caminhões (camiões), ela na foi generosa com a empresa durante o pós-guerra com consequências péssimas fazendo já em 1954 a empresa falir e se vendida à Companhia Bohn de Alumínio e Metal de Detroit, que em 1957 torná-se-ia uma filial de da White Motor Company. A White se uniu a Reo Trucks e a Diamond T Caminhões e fundaram a Diamond Reo Trucks Incorporations, esta falida em 1975 com partes de seus activos liquidados.
Hoje os activos remanescentes foram reorganizados e se transformaram na Siderúrgica Nucor.

## Alguns REO

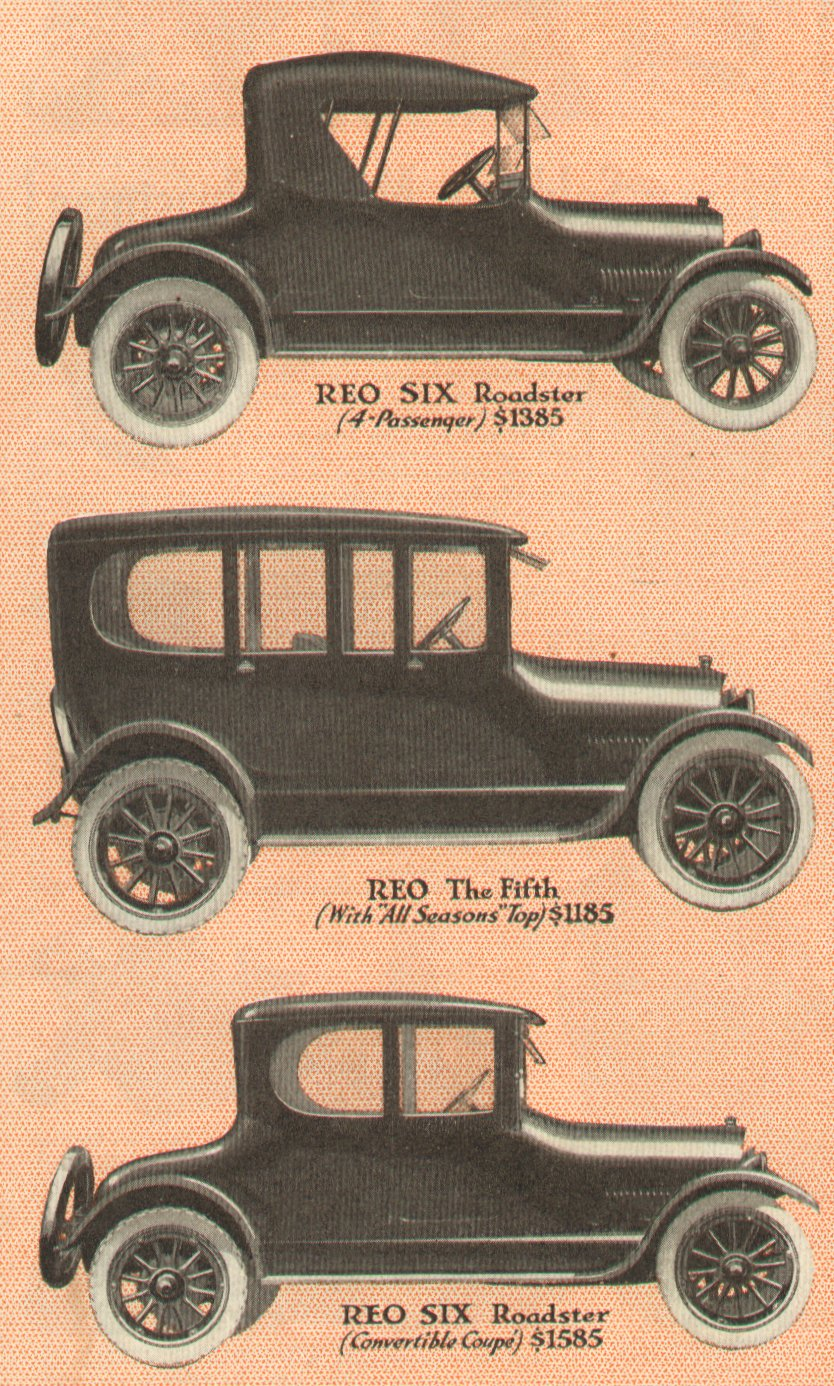
REO: linha de produção 1917
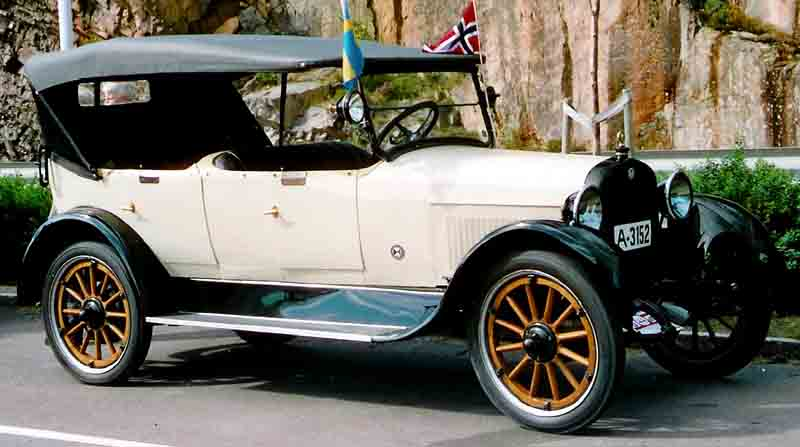
Reo Touring 1919
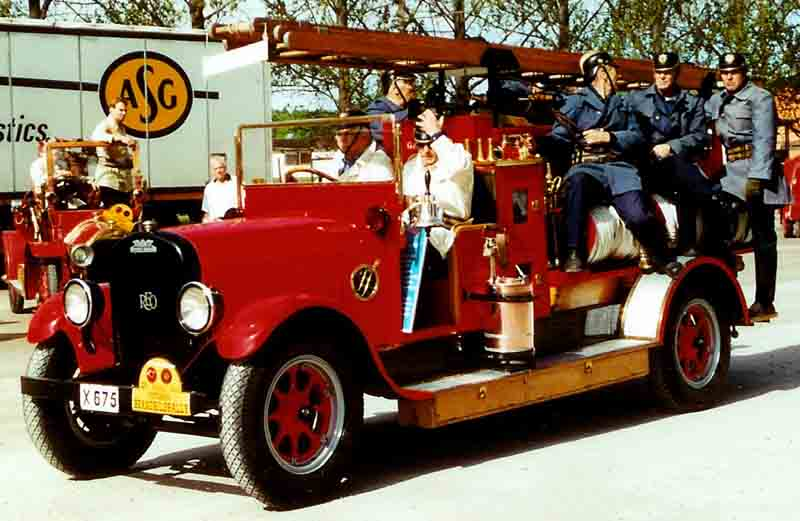
Reo: carro de bombeiros
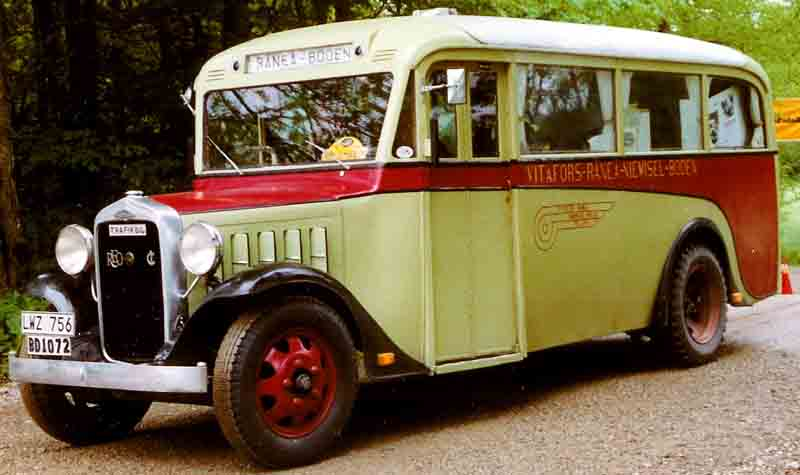
Reo Bus 1934
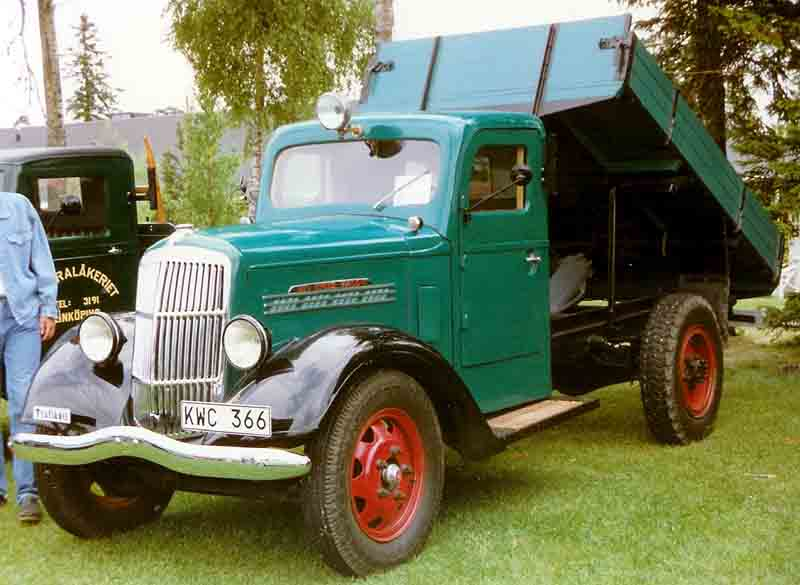
Reo Speed Wagon Truck 1939